# بژوزا کرولوسکا
بژوزا کرولوسکا (به لهستانی:  Brzóza Królewska) یک روستا در لهستان است که در گمینا لژایسک واقع شده‌است. بژوزا کرولوسکا ۳٬۲۰۰ نفر جمعیت دارد.

## نگارخانه

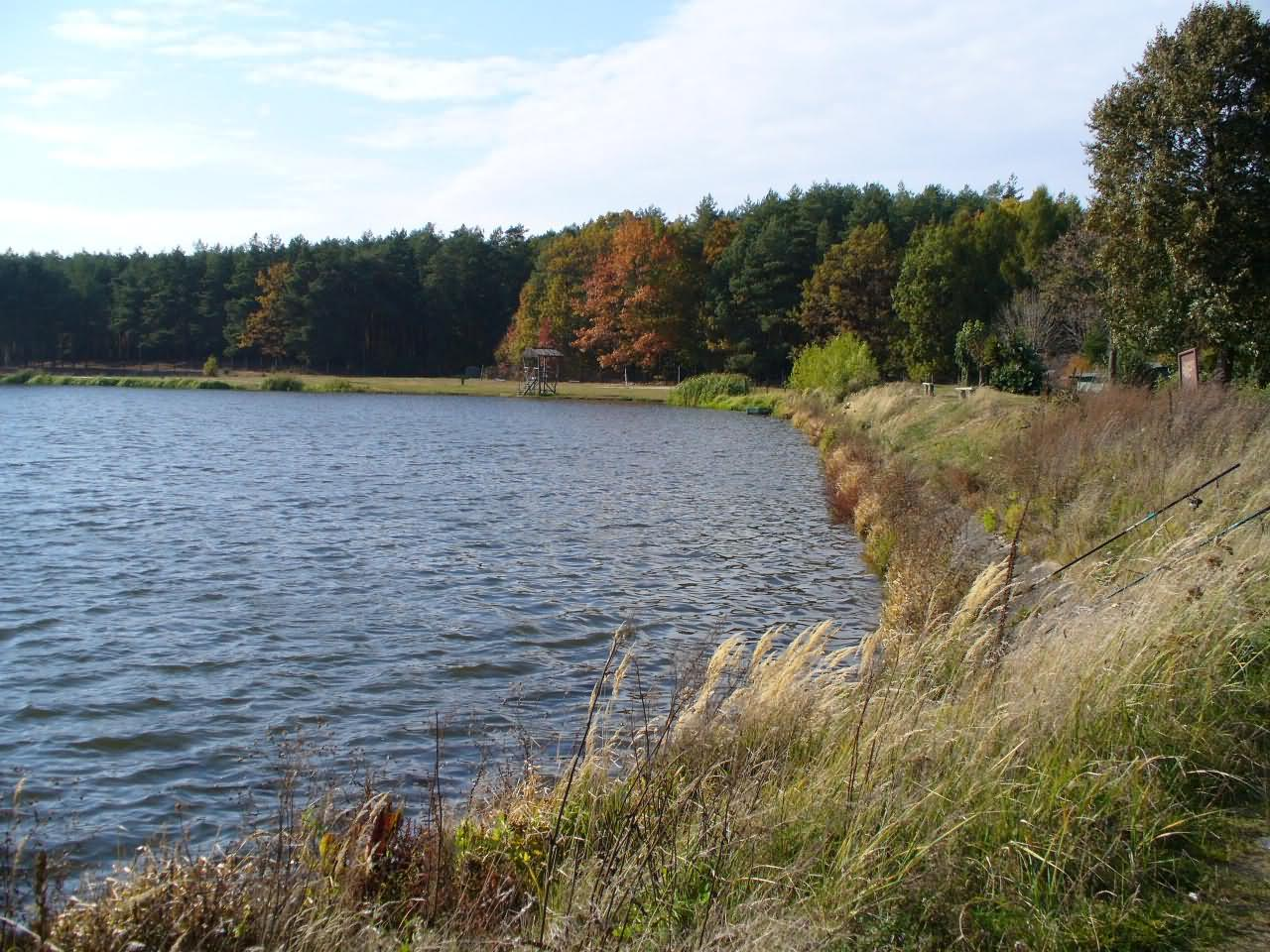
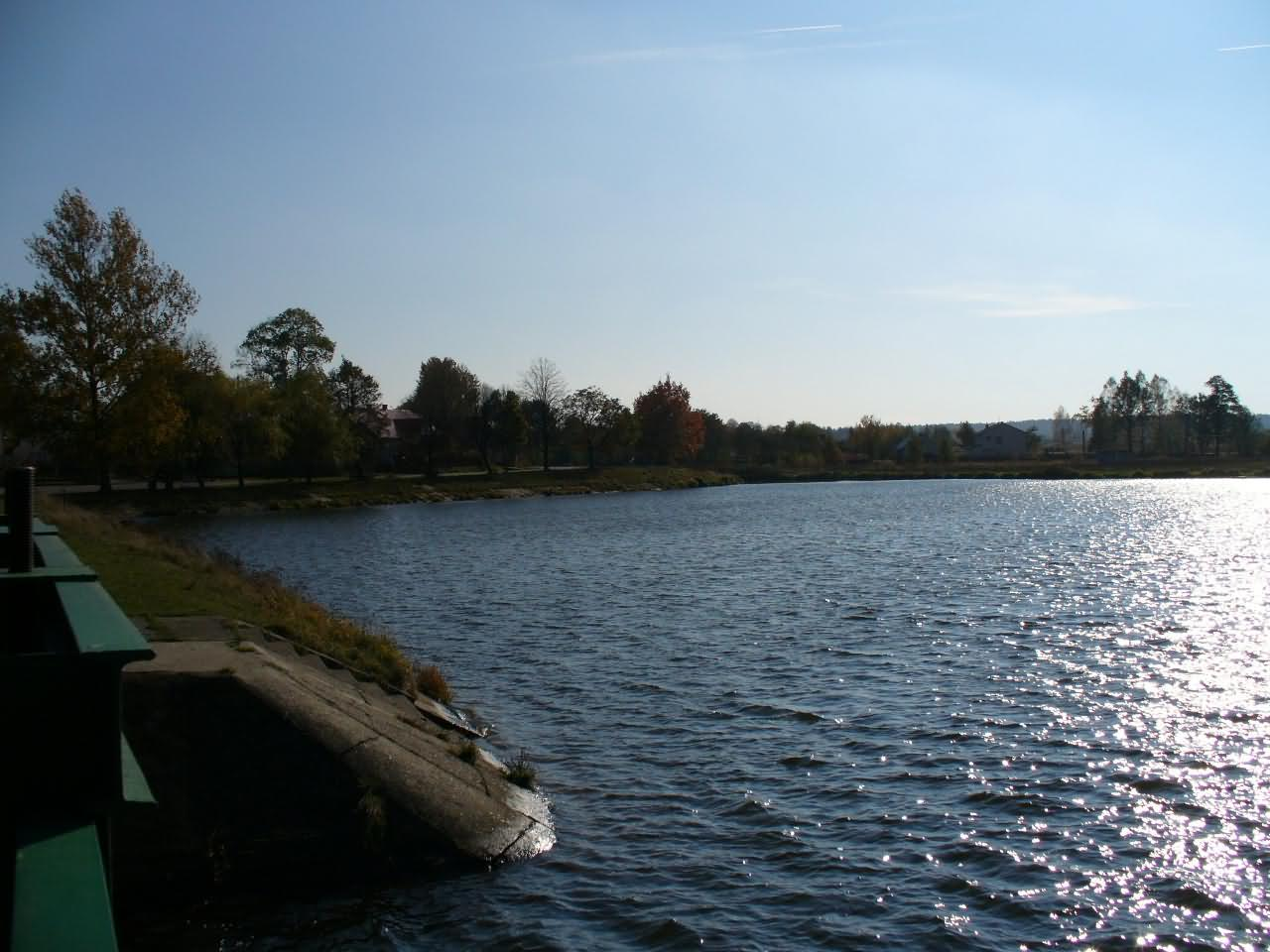
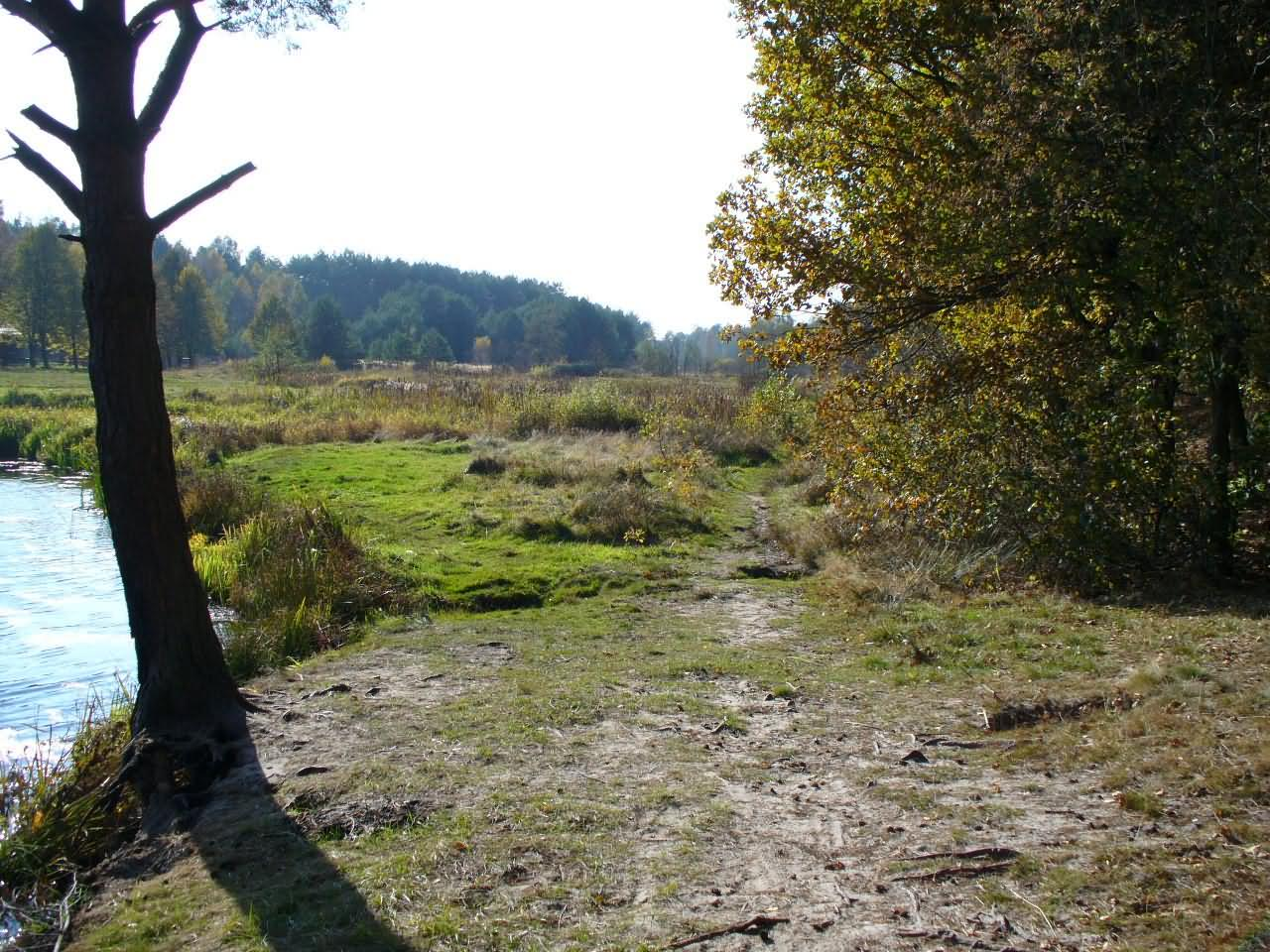